# Marek Mikos
Marek Mikos (ur. 24 września 1959 w Krakowie) – polski menedżer, dziennikarz telewizyjny i prasowy, publicysta, krytyk literacki i teatralny, autor książek i scenariuszy teatralnych, animator kultury, wykładowca akademicki, medioznawca, w latach 2017–2020 dyrektor Narodowego Starego Teatru im. Heleny Modrzejewskiej w Krakowie.

## Kariera naukowa
Ukończył polonistykę na Uniwersytecie Jagiellońskim w Krakowie. Swoją karierę naukową związał z teorią literatury i teatru specjalizując się w literaturze współczesnej. Jako asystent na UJ prowadził zajęcia dla studentów polonistyki i teatrologii. Jako nauczyciel akademicki prowadzi m.in. zajęcia creative writing na Uniwersytecie Papieskim Jana Pawła II w Krakowie. Ostatnio rozpoczął pracę nad rozprawą naukową na temat powszechnej misji mediów. Jest autorem rozdziałów dotyczących wiedzy o teatrze w podręcznikach szkolnych.

## Kariera zawodowa
Od 1993 roku prowadził dział kultury krakowskiego oddziału „Gazety Wyborczej”. Od 2000 roku był redaktorem działu kultury ogólnopolskiego wydania „Gazety Wyborczej”. Przez lata jako krytyk teatralny publikował m.in. w prasie: „Gazecie Wyborczej”, „Czasie Krakowskim”, „Notatniku Teatralnym”, „Gazecie Teatralnej”. Jego teksty ukazały się również w wydawnictwach książkowych: „Teatr namiętności”, „Z butami do nieba. Piotra Szczerskiego teatr życia i śmierci”. Mikos jest autorem wywiadu-rzeki z Jerzym Stuhrem.
W latach 2005–2009 i 2012-2016 pełnił funkcję dyrektora TVP Kielce.
Wśród licznych aktywności był m.in. w latach 2007 i 2008 organizatorem festiwalu teatralnego osób niepełnosprawnych w Kielcach (wydarzeniu patronowała Anna Dymna), dyrektorem programowym ogólnopolskiego festiwalu teatrów niezależnych Mury 2010 w Krakowie, autorem merytorycznej koncepcji strony iTeatru, a także członkiem jego komisji selekcyjnej (współpraca z ramienia TVP z teatrami w całej Polsce), współorganizatorem i przewodniczącym ogólnopolskiego jury Internetowego Przeglądu Uczniowskich Zespołów Teatralnych (2014–2015), powoływanym na eksperta Kolegium Teatralnego TVP.
Mikos był także pomysłodawcą i prezesem Stowarzyszenia Karczma Rzym założonego w 1998 roku, organizatorem Festiwalu Chopin Open (1998), twórcą koncepcji merytorycznej ogólnopolskiego finału roku czytelnictwa dzieci i młodzieży (2004), sztafety literackiej „150xŻeromski” i cyklu „Gombrowicz versus Sienkiewicz. 90 pojedynków na 90-lecie”.
W latach 2010–2011 pełnił funkcję kierownika literackiego Teatru Ludowego w Krakowie.
Od 1 września 2017 do 23 września 2020 roku był dyrektorem Narodowego Starego Teatru im. Heleny Modrzejewskiej w Krakowie.

## Odznaczenia
Za upowszechnianie teatru i literatury odznaczony Medalem Komisji Edukacji Narodowej (2014).

## Publikacje
- Marek Mikos, Jerzy Stuhr „Udawać naprawdę”
- Marek Mikos, „Teatr namiętności”
- Marek Mikos „Z butami do nieba. Piotra Szczerskiego teatr życia i śmierci”